# Ingi Højsted
Ingi Højsted, född 12 november 1985 i Tórshavn, är en färöisk före detta fotbollsspelare. Sommaren 2002 skrev han på ett ungdomskontrakt med Arsenal FC i London, senare samma år spelade han för B36 Tórshavn. Den 22 november 2005 skrev han på ett ettårskontrakt för Birmingham City FC. Han spelade aldrig någon ligamatch för vare sig Arsenal eller Birmingham.